# Trollmors vaggsång
Trollmors vaggsång är en svensk barnvisa, skriven av Margit Holmberg (1912–1989) och visan sägs vara Holmbergs första låt. Visan finns i Nu ska vi sjunga, en sångbok för småskolan som användes av generationer svenskar.
Visan handlar om en trollmor som sjunger för sina ungar när de ska sova. Trollmodern har bundit fast trollbarnen med svansarna.

## Publikation
- Nu ska vi sjunga, 1943, under rubriken "Lekvisor"
- Barnvisboken, 1977, som "När trollmor har lagt de elva små trollen" ("Trollmors vaggsång")
- Barnvisor och sånglekar till enkelt komp, 1984

## Inspelningar
- Sången spelades 1970 in på skiva av Lisbeth Dahl och hennes elever.[3] Black Ingvars spelade in sin version på albumet Sjung och var glad med Black-Ingvars 1997.[4]